# Espiral logarítmica

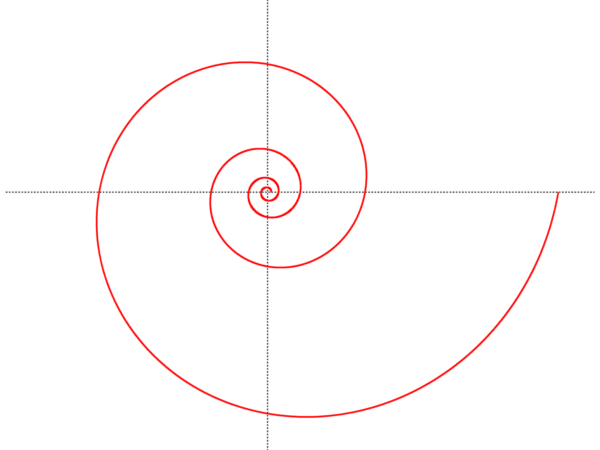
Espiral logarítmica (grau 10°).

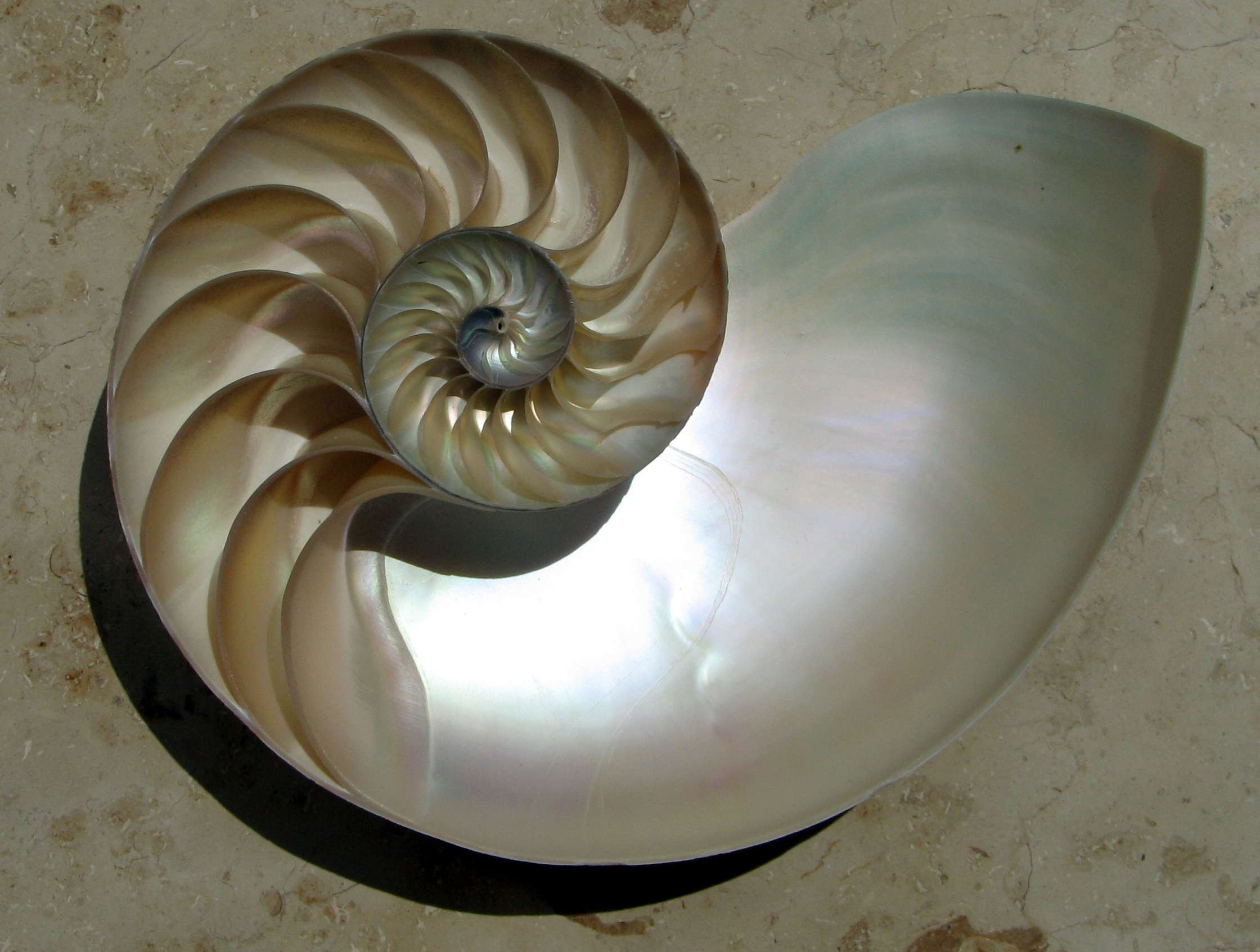
Tall de la conquilla d'un nàutil on s'aprecien les cambres formant aproximadament una espiral logarítmica.

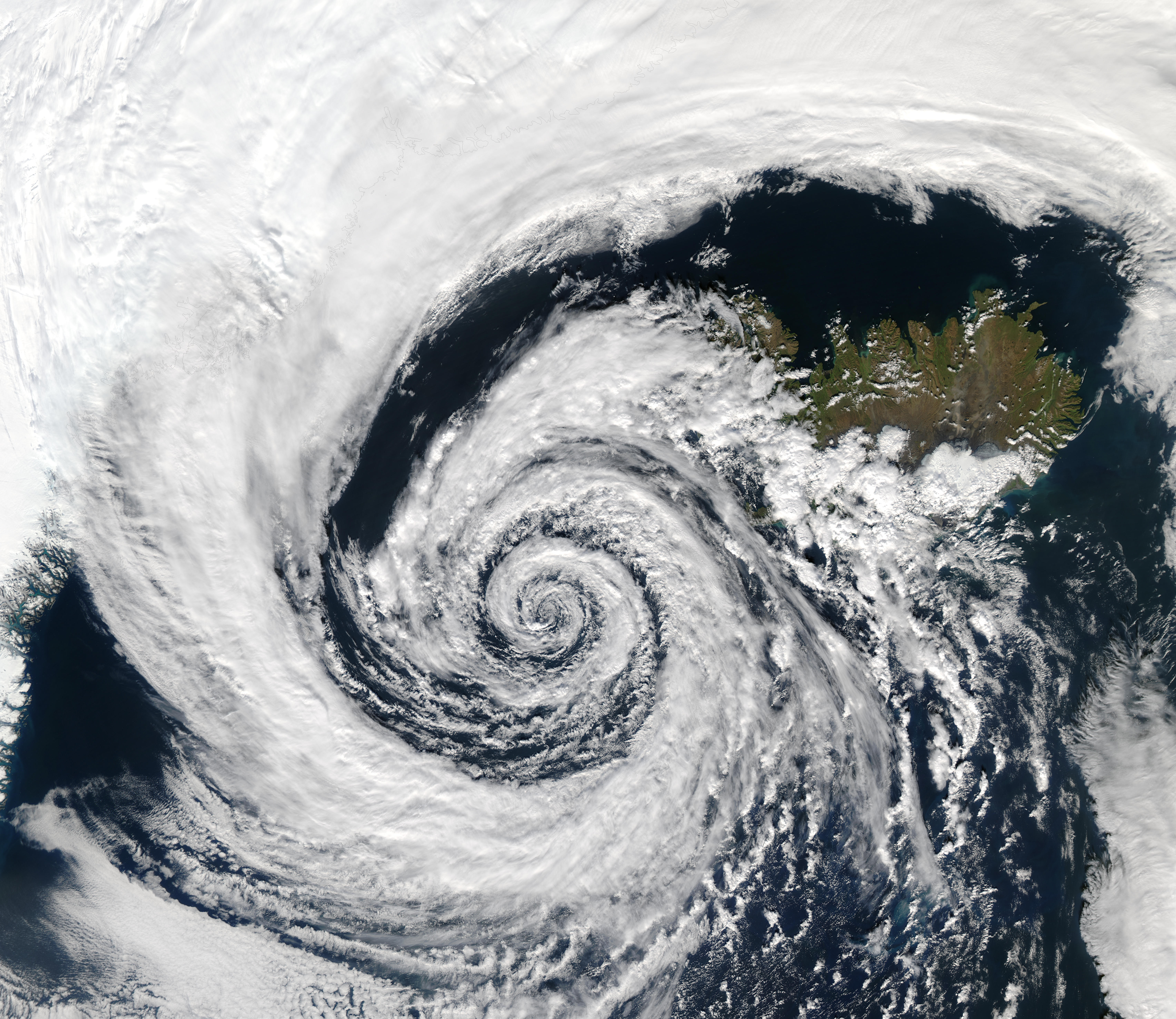
Una depressió sobre Islàndia. El patró que segueix és aproximadament el d'una espiral logarítmica.

Una espiral logarítmica és una classe de corba espiral que apareix sovint a la naturalesa. Fou descrita per primera vegada per Descartes i posteriorment investigada per Jakob Bernoulli, qui l'anomenà Spira mirabilis, "espiral meravellosa", i en volgué una gravada a la seva làpida. Desafortunadament, al seu lloc hi gravaren una espiral d'Arquimedes.

## Equacions
En coordenades polars (r, θ) la corba pot ésser descrita com a
{\displaystyle r=ab^{\theta }{\mbox{o}}\ \theta =\log _{b}(r/a)}, d'aquí el nom "logarítmica"
i en forma paramètrica com a
{\displaystyle x(\theta )=ab^{\theta }\cos(\theta )\,}
{\displaystyle y(\theta )=ab^{\theta }\sin(\theta )\,}
amb nombres reals positius a i b. a és un factor d'escala que determina la mida de l'espiral, mentre b controla com de forta i en quina direcció està enrotllada. Per b >1 l'espiral s'expandeix amb un increment θ, i per b <1 es contrau.
En termes de geometria diferencial l'espiral pot definir-se com una croba c(t) amb un angle constant α entre el radi i el vector tangent
{\displaystyle \arccos {\frac {\langle \mathbf {c} (t),\mathbf {c} '(t)\rangle }{\|\mathbf {c} (t)\|\|\mathbf {c} '(t)\|}}=\alpha }
Si α = 0 l'espiral logarítmica degenera en una línia recta.
Si α = ± π / 2 l'espiral logarítmica degenera en un cercle.